# Riksdagsvalget i Sverige 1921
Riksdagsvalget i Sverige 1921 var valget til den Sveriges Rigsdags Andra kammaren, valget blev afholdt den 12. september 1921. Efter valgte tiltrådte Branting 2. regering. Det var det første valg i Sverige hvor kvinder havde stemmeret og valgret.

## Valgresultat
| Parti                 | Parti                                     | Partiledere                | Stemmer            | Stemmer | Stemmer | Mandatfordeling | Mandatfordeling |
| Parti                 | Parti                                     | Partiledere                | Antal              | %       | +− %    | Antal           | +−              |
| --------------------- | ----------------------------------------- | -------------------------- | ------------------ | ------- | ------- | --------------- | --------------- |
|                       | Sveriges socialdemokratiska arbetareparti | Hjalmar Branting           | 630 855            | 36,2    | +6,5    | 93              | +18             |
|                       | Allmänna valmansförbundet                 | Arvid Lindman              | 449 302            | 25,8    | −2,1    | 62              | −9              |
|                       | Liberala samlingspartiet                  | Nils Edén                  | 325 608            | 18,7    | −3,1    | 41              | −6              |
|                       | Bondeförbundet                            | Johan Andersson i Raklösen | 192 269            | 11,1    | −3,1    | 21              | −8              |
|                       | Sveriges kommunistiska parti              | Karl Kilbom                | 80 355             | 4,6     | −1,8    | 7               | +−0             |
|                       | Sverges socialdemokratiska vänsterparti   | Ivar Vennerström           | 56 241             | 3,2     | —       | 6               | +6              |
|                       | Nykterhetspartiet                         | ?                          | 7 157              | 0,4     | —       | —               | —               |
|                       | Øvrige partier                            | —                          | 165                | 0,0     | —       | —               | −1              |
| Antal gyldige stemmer | Antal gyldige stemmer                     | Antal gyldige stemmer      | 1 741 952          | 100,0   |         | 230             |                 |
| Ugyldige stemmer      | Ugyldige stemmer                          | Ugyldige stemmer           | 5 601              |         |         |                 |                 |
| Totalt                | Totalt                                    | Totalt                     | 1 747 553 (54,2 %) |         |         |                 |                 |

- Ved valget 1920 fik Sveriges socialdemokratiske Venstreparti 6,4% og 7 mandater. Ovenstående sammenlignes med det kommunistiske parti i Sverige, hvilket resulterer i en mindre tilbagegang. Men hvis resultaterne for begge venstreorienterede partier i valget i 1921 (7,8% og 13 mandater) sammenlignes med resultatet fra 1920 er der en mærkbar stigning i vælgertilslutningen.

- Nykterhetspartiet fik alle sine stemmer i Stockholms stads valgkreds.